# Kloster Pegau
Das Kloster St. Jakob in Pegau war ein Benediktinerkloster, das sich in der Stadt Pegau befand. Es war eine der ältesten Klostergründungen in Sachsen. Bekannt wurde es vor allem durch die sogenannten Annales Pegaviensis, die Pegauer Annalen, aus dem Jahr 1155, die eine bedeutende  mittelalterliche Geschichtsschreibung sind.

## Geschichte
Der Markgraf von Meißen und der Lausitz Wiprecht von Groitzsch gründete im Jahr 1091 das Benediktinerkloster St. Jakob in Pegau. Er plante es als Hauskloster und Grablege. Fünf Jahre später wurde das Kloster geweiht.
Nach dem Tod des ersten Abtes Bero († 1100) wurde Windolf von Padberg († 1. Mai 1156 in Schkölen) zweiter Abt (1101–1150), zuvor war er Stiftsherr zu St. Martin, Aureus und Justinus in Heiligenstadt sowie Leiter der Klosterschule in Corvey, welchen Wiprecht im Jahr 1101 nach Pegau holt. Windolf sorgt für das erste wirtschaftliches Erblühen des Klosters. Vom Kloster aus wurde die Ostkolonisation in Richtung Mulde vorangetrieben. Die ersten Siedler holte hierfür Wiprecht II. aus Franken.
Durch schwere Verbrennungen gezeichnet, die er sich auf seinem Besitz in Halle zugezogen hatte, legte Wiprecht im Jahr 1124 seine weltliche Macht ab, trat dem Kloster bei und starb kurze Zeit später. Er wurde seinem Wunsch gemäß im Kloster begraben.
Im Jahr 1155 wurden von einem Pegauer Mönch die sogenannten Annales Pegaviensis, die Pegauer Annalen verfasst.
Einen ersten Schicksalsschlag erlebte das Kloster im Jahr 1156, als es bis auf das Schlafhaus abbrannte. Nur vier Jahre später konnte der Bischof Johann I. von Merseburg die wiederaufgebaute Klosterkirche einweihen.
Im Jahr 1172 erneuerte Kaiser Friedrich I. Barbarossa dem Pegauer Kloster das Münz- und Marktrecht und sicherte so dessen wirtschaftliche Bedeutung. Als münzberechtigte Abtei prägte das Kloster geistliche Brakteaten, die als unverwechselbares Kennzeichen ein großes Krückenkreuz und meist eine Namensumschrift haben.
Mit dem von 1184 bis 1224 vorstehenden Abt Siegfried von Reckin erhielt im jahrelangen Kampf gegen den Bischof von Merseburg für die Romfreiheit des Klosters vor der Kurie durch einen kaiserlichen Schiedsspruch das Recht der Klosterstifter zurück. 
Im Jahr 1198 nach dem Tod Kaiser Heinrichs VI. wurde das Kloster den Markgrafen zu Meißen unterstellt.
Markgraf Dietzmann zerstörte nach der Schlacht bei Lucka das Kloster. Markgraf Friedrich II. von Meißen ordnete im Jahr 1327 die Ephorie Borna dem Kloster zu. 
Im Jahr 1502 kam es zur Machtverschiebung zur Stadt Pegau. Diese erwarb im Jahr 1502 die Obergerichtsbarkeit vom Kloster. Nach fast hundert Jahren Zugehörigkeit verlor das Kloster Pegau im Jahr 1522 seine Rechte an Borna. Dieses wurde im Zuge der Reformation evangelisch. 17 Jahre später folgte die Stadt Pegau nach und das Kloster wurde säkularisiert. Im Jahr 1545 verkaufte der Kurfürst von Sachsen Moritz als neuer Eigentümer das Kloster für 19.500 Gulden an die Stadt.
Ein im Jahr 1548 im Kloster einberufener Konvent, unter Teilnahme von Philipp Melanchthon und den Naumburger Bischof Julius von Pflug, versuchte vergeblich eine Übereinkunft zwischen Katholiken und Protestanten herbeizuführen. 1556 erfolgte der Abriss des Klosters. Das Kenotaph Wiprechts von Groitzsch wurde danach in die St.-Laurentius-Kirche in Pegau verlegt.